# Vernon (British Columbia)
|                       | Jan  | Feb  | Mär  | Apr  | Mai  | Jun  | Jul  | Aug  | Sep  | Okt  | Nov  | Dez  |   |      |
| Mittl. Tagesmax. (°C) | −1,6 | 1,8  | 8,2  | 14   | 18,7 | 22,9 | 26,2 | 26,1 | 20   | 12,1 | 3,8  | −0,8 | ⌀ | 12,7 |
| Mittl. Tagesmin. (°C) | −6,7 | −4,2 | −0,6 | 3    | 7,2  | 11,1 | 13,2 | 13,2 | 8,5  | 3,7  | −1,5 | −5,5 | ⌀ | 3,5  |
|                       |      |      |      |      |      |      |      |      |      |      |      |      |   |      |
| Niederschlag (mm)     | 32,8 | 26,2 | 26,9 | 27,7 | 40,1 | 42,4 | 37,5 | 33,8 | 32,9 | 26,6 | 40,4 | 42,7 | Σ | 410  |

| −6,7 |

| −4,2 |

| −0,6 |

| 3 |

| 7,2 |

| 11,1 |

| 13,2 |

| 13,2 |

| 8,5 |

| 3,7 |

| −1,5 |

| −5,5 |

| −6,7 |

| −4,2 |

| −0,6 |

| 3 |

| 7,2 |

| 11,1 |

| 13,2 |

| 13,2 |

| 8,5 |

| 3,7 |

| −1,5 |

| −5,5 |

Vernon ist ein Ort im südlichen Hinterland der kanadischen Provinz British Columbia. Er ist seit dem 30. Dezember 1892 eine Stadt (City) und liegt im Regional District of North Okanagan. Sie gehört zu den 25 Gemeinden in British Columbia die bereits vor 1900 offiziell gegründet wurden und ist dabei, nach Spallumcheen, die älteste inländische Gemeinde, sonst wurden nur Gemeinden an der Küste noch vorher gegründet.
Der Name der Stadt geht auf Forbes George Vernon zurück, der Mitglied der gesetzgebenden Versammlung von British Columbia (Legislative Assembly) war. Auf ihn geht die Coldstream Ranch zurück.

## Geschichte
Das Gebiet von Vernon gehört zum traditionellen Gebiet einiger Binnen-Salish-Gruppen, wie etwa der Okanagan, die sich selbst Syilx nennen. Dieses Gebiet erstreckte sich beiderseits der Grenze vom Okanagan Lake und dem Okanagan River über das Becken des Similkameen River westwärts bis ins Okanagan-Tal. Dazu kamen einige Täler am Nicola River. Dort lassen sich Spuren menschlicher Anwesenheit rund 3000 Jahre zurückverfolgen.
Die erste überlieferte Begegnung von Syilx mit Weißen fand 1805 bei Fort Kamloops statt. Der Handelsweg der Hudson’s Bay Company führte von diesem Fort nach Fort Colville durch das Gebiet der Syilx. Auch Simon Fraser nahm Kontakt mit ihnen auf und stellte fest, dass sie Pferde besaßen. Dabei erwies sich der Besitz von Pferden und Vieh insofern als Vorteil, als den Stämmen größere Reservate zugesprochen wurden. Die 2.041 Okanagan leben heute überwiegend zwischen Okanagan Lake und Salmon River.
Goldfunde führten zu einem weniger bedeutenden Goldrausch entlang der Bäche, der erstmals Viehzucht lohnend machte, da genügend Konsumenten erreichbar waren.
Die Oblaten missionierten unter den Okanagan, und Pater Durieu errichtete an der Einmündung des Long Lake Creek in den Swan Lake 1863 eine Missionsstation. Luc Girouard war um diese Zeit der erste Goldsucher.
Neben Getreide und Viehzucht führte Lord Aberdeen auf der Coldstream Ranch Obstanbau ein. Durch das schnelle Bevölkerungswachstum entstanden Nachbarschaften wie East Hill oder Mission Hill. Den wirtschaftlichen Rückschlag kurz vor dem Zweiten Weltkrieg konnte eine Militärbasis und die Ansiedlung einer Lebensmittelverpackungsfabrik nur bedingt ausgleichen.
Das örtliche Canadian Army Basic Training Centre bereitete die Soldaten von 1940 bis 1945 auf den Kriegseinsatz vor. Doch entstanden auch Internierungslager für Ukrainer im Ersten und für Japaner im Zweiten Weltkrieg. Dieses Lager wurde 1949 zum Army Cadet Training Centre umfunktioniert.

## Demographie
Der Zensus im Jahre 2011 ergab für die Stadt eine Bevölkerungszahl von 38.150 Einwohnern. Die Bevölkerung der Stadt hatte dabei im Vergleich zum Zensus von 2006 um 6,0 % zugenommen. Der Zuwachs liegt damit unter dem Durchschnitt der gesamten Provinz British Columbia, wo die Bevölkerung gleichzeitig um 7,0 % anwuchs. Im Zensusgroßraum Vernon (Census agglomeration of Vernon) leben 58.585 Menschen, 5,7 %  mehr als noch 2006.

## Politik
Die kommunale Selbstverwaltung für die Gemeinde erfolgt seit der offiziellen Gründung am 30. Dezember 1892 (incorporated als City).
Bürgermeister der Gemeinde ist Victor Cumming. Zusammen mit sechs weiteren Bürgern bildet er den Rat der Stadt (council).

## Wirtschaft
Die Wirtschaft im Vernon und Umgebung wird stark durch die Forstwirtschaft geprägt. In den letzten Jahren gewinnt auch der Tourismus als Erwerbsquelle zunehmend an Bedeutung.
Das Durchschnittseinkommen der Beschäftigten in Vernon lag im Jahr 2005 bei 22.144 C $und damit nahe dem Durchschnittseinkommen der gesamten Provinz British Columbia von 24.867 C $.

## Verkehr
Der Highway 97 und Highway 97A sowie Highway 6 verbinden den Individualverkehr der Stadt mit dem Umland. Den öffentlichen Personenverkehr (das Vernon Regional Transit System) betreibt Vernon mit dem District of Coldstream, dem Regional District of North Okanagan sowie dem North Okanagan Regional District durch BC Transit.
Der Vernon Regional Airport (IATA-Flughafencode: YVK, ICAO-Code: CYVK, Transport Canada Identifier: -) ist ein Flugplatz ohne regelmäßige flugplanmäßige Verbindungen. Er befindet sich etwa 3 Kilometer südwestlich der Stadt und verfügt über eine asphaltierte Start- und Landebahn von rund 1.072 Meter Länge.
Öffentlicher Personennahverkehr wird mit mehreren Buslinien durch das „Vernon Regional Transit System“ angeboten, welches von BC Transit in Kooperation betrieben wird. Das System bietet neben den örtlichen Verbindungen auch drei Regionalverbindungen an. Diese Linien verbinden Vernon mit Enderby im Norden, mit Lumby im Osten, sowie dem Flughafen Kelowna und dem UBC Okanagan Campus im Süden.

## Regelmäßige Veranstaltungen
Vernon ist seit 1961 jedes Jahr Gastgeber des Winter Carnival. Im Sommer findet das Sunshine Festival auf der Main Street statt.
Die Vernon Film Society mit Sitz im örtlichen Kino veranstaltet ein jährliches Filmfestival. Das Gebäude entstand 1929 bis 1930 im Art déco.
Daneben besteht das Okanagan Science Centre.

## Sport
2008 war Vernon der Austragungsort für die Frauen bei der Curling-Weltmeisterschaft 2008, der Skilanglauf-Weltcup 2005 fand ebenfalls hier statt.

## Persönlichkeiten

### Geboren in Vernon
- Armin Hermann (1933–2024), Physiker, Wissenschaftshistoriker und Hochschullehrer
- Rod Hebron (1942–2023), Skirennläufer
- Lawrence Daniel Huculak (* 1951),  Geistlicher und ukrainisch griechisch-katholischer Erzbischof von Winnipeg
- Ken Holland (* 1955), Eishockeytorwart und -funktionär
- Rob Boyd (* 1966), Skirennläufer
- Duane Dennis (* 1969), Eishockeyspieler
- Daniel Powter (* 1971), Popmusiker
- Drew Neilson (* 1974), Snowboarder
- Jason Podollan (* 1976), Eishockeyspieler
- Landon „Lanny“ Gare (* 1978), Eishockeyspieler
- Eric Peter Brewer (* 1979), Eishockeyspieler
- Jerred Smithson (* 1979), Eishockeyspieler und -trainer
- Eric Godard (* 1980), Eishockeyspieler und -trainer
- Andrew Ebbett (* 1983), Eishockeyspieler
- Matt Schneider (* 1985), kanadisch-neuseeländischer Eishockeyspieler
- Vasek Pospisil (* 1990), Tennisspieler
- Elena Gaskell (* 2001), Freestyle-Skierin

### Personen mit Beziehung zur Stadt
- „Ed“ Bickert (1932–2019), in Vernon aufgewachsener Jazzgitarrist